# Glyptina bicolor
Glyptina bicolor är en skalbaggsart som beskrevs av Horn 1889. Glyptina bicolor ingår i släktet Glyptina och familjen bladbaggar. Inga underarter finns listade i Catalogue of Life.